# Randy Lewis (zapaśnik)
Randall Scott „Randy” Lewis (ur. 7 czerwca 1959 w Milbank) – amerykański zapaśnik w stylu wolnym. Mistrz olimpijski z Los Angeles 1984 roku. Członek kadry narodowej na Igrzyska w Moskwie zbojkotowane przez prezydenta Cartera. Złoty medalista mistrzostw panamerykańskich z 1990 roku. Drugi w Pucharze Świata w 1982 roku.
Zawodnik Uniwersytetu Iowa. Trzykrotnie mistrzostwo w Big Ten (1978-1980). Kilkukrotny zwycięzca mistrzostw All-American i NCAA.